# Úsvit – Národní koalice
Úsvit – Národní Koalice (deutsch „Morgendämmerung – Nationale Koalition“), in den Statuten Úsvit přímé demokracie Tomia Okamury („Morgendämmerung der direkten Demokratie des Tomio Okamura“) genannt, Kurzname Úsvit, war eine populistische oder rechtspopulistische politische Partei in Tschechien.
Úsvit wurde im Mai 2013 von dem Touristik-Unternehmer und Senator Tomio Okamura gegründet. Mittlerweile hat sie den Namen Úsvit – Národní Koalice (Morgendämmerung – Nationale Koalition) angenommen.
Im Wahlkampf fiel die Partei vor allem mit gegen die EU und die Minderheit der Roma gerichteten Aussagen auf. Unter anderem forderte der Parteichef Okamura die Roma auf, Tschechien zu verlassen und in Indien ihren eigenen Staat zu gründen.
Bei der Wahl im Oktober 2013 gewann sie 6,9 % der Stimmen und 14 der 200 Sitze im Abgeordnetenhaus. Dabei kandidierten auf ihrer Liste auch Mitglieder der zuvor im Parlament und in der Regierung vertretenen Partei Věci veřejné (VV, „öffentliche Angelegenheiten“), die nicht mehr zur Wahl antrat.
Auch bei den Europawahlen 2014 führte die Partei eine EU-skeptische Kampagne. Mit nur 3,12 % der Stimmen verfehlte die Partei allerdings den Einzug ins Europäische Parlament.
Im Verlauf des Jahres 2015 kam es zu erheblichen innerparteilichen Streitigkeiten über den Kurs der Partei, unter anderem auch über eine mögliche Zusammenarbeit mit anderen Rechtspopulisten wie Marine Le Pen. Unter anderem wurde der bisherige Fraktionsvorsitzende im Parlament, Radim Fiala, abberufen und durch Marek Černoch ersetzt. Mehrere „gemäßigte“ Abgeordnete, darunter auch der Parteigründer und bisherige Vorsitzende Tomio Okamura verließen daraufhin die Partei und Parlamentsfraktion, die nunmehr nur noch aus 4 Abgeordneten besteht. Zum neuen Parteivorsitzenden wurde am 8. August 2015 Miroslav Lidinský gewählt. Okamura gründete kurz darauf eine neue Partei mit dem Namen Svoboda a přímá demokracie – SPD (Freiheit und direkte Demokratie – SPD). Die Partei änderte zudem ihren Namen in Úsvit – Národní Koalice (Morgendämmerung – Nationale Koalition).
Die Úsvit přímé demokracie bildete kurz darauf am 8. August 2015 ein strategisches Bündnis mit dem Blok proti islámu. Die Zusammenarbeit scheiterte jedoch ebenfalls kurz darauf aufgrund interner Streitigkeiten. Mit der Abgeordnetenhauswahl 2017 verlor die Partei ihre Sitze im Parlament. Im März 2018 wurde die Partei aufgelöst.